# Low dynamic range
Low dynamic range of LDR staat voor een afbeelding met een laag dynamisch bereik. Het bereik van de helderheid is beperkt. Heel donkere of lichte delen worden als zwart of wit weergegeven.
Een afdruk, een foto en een afbeelding op een beeldscherm worden als LDR-afbeeldingen beschouwd.
Een LDR-afbeelding ziet er voor het menselijk oog normaal uit, maar in de heel lichte en zwarte delen zijn er geen details meer zichtbaar. De afbeelding kan ook maar beperkt verder verwerkt worden.
Een LDR-afbeelding kan 8-bits per kleur hebben.
Wanneer een afbeelding een groot dynamisch bereik heeft wordt van high dynamic range gesproken.